# Légna
Légna korábbi község (település) Franciaországban, Jura megyében. 2017. január 1-jén Chatonnay, Fétigny és Savigna községgel egyesült és Valzin en Petite Montagne új község része lett.
Lakosainak száma 203 fő (2013). Légna Fétigny, Arinthod, Cernon és Savigna községekkel határos.

## Népesség
A település népességének változása:

| 2013 | 203 |